# 295 Терезія
295 Терезія (295 Theresia) — астероїд головного поясу, відкритий 17 серпня 1890 року Йоганном Палізою у Відні.